# Громов Максим Олегович
Максим Олегович Громов — український військовослужбовець Збройних сил України, учасник російсько-української війни. Кавалер ордена «За мужність» III ступеня (2019).
У 2022 році увійшов до рейтингу «30 до 30: обличчя майбутнього» від «Forbes».

## Життєпис
У 2014 році став учасником російсько-української війни, коли йому було лише 17 років. Брав участь в боях на Савур-Могилі, за Вуглегірськ, Дебальцеве, Зайцеве та Піски. Має навички сапера та розвідника, які здобув під час служби.
У 19 років став командиром підрозділу Збройних сил України. 2017 року втратив ногу, але службу залишив лише за три роки. З початком російського вторгнення в Україну 2022 року знову на фронті.

## Нагороди
- орден «За мужність» III ступеня (31 січня 2019) — за особисту мужність і самовіддані дії, виявлені у захисті державного суверенітету  та  територіальної  цілісності  України[2].

## Військові звання
- прапорщик (2019).